# Marguerite Clitherow
Pour les articles homonymes, voir Sainte Marguerite.
Marguerite Clitherow (anglais : Margaret Clitherow), née à York (Angleterre) en 1556 et morte exécutée le 25 mars 1586 près de York, est une mère de famille morte par fidélité à la foi catholique et attachement au pape. Déclarée martyre par l'Église catholique, elle est canonisée en 1970 par le pape Paul VI, avec le groupe des quarante martyrs anglais et gallois. Elle est fêtée le 25 mars, et le 25 octobre avec eux.

## Biographie
Marguerite Middleton, fille de Thomas Middleton, nait à York en 1556 dans une famille protestante de rite anglican. Elle épouse en 1571 John Clitherow, boucher à York, puis se convertit au catholicisme à l'âge de 18 ans, en 1574. Règne alors Élisabeth Ire, persécutrice des catholiques qui ne peut accepter sa rupture avec Rome. En 1576, Marguerite est jetée en prison pour avoir refusé de « remplir ses devoirs envers Dieu et la reine », en n'assistant pas aux services anglicans.
Elle est libérée (car enceinte) puis de nouveau arrêtée. Elle apprend à lire toute seule en prison, pour pouvoir enseigner le catéchisme à ses trois enfants. Elle prie chez elle avec eux, soutenue par son mari bien que celui-ci soit resté anglican, et abrite souvent des prêtres de passage qui viennent dire la messe en cachette chez elle. Elle organise aussi des leçons de catéchisme pour ses enfants et ceux de ses voisins.
Le 10 mars 1586, alors que son fils Henry est parti étudier au Collège catholique anglais de Reims dans l'intention de devenir prêtre, sa maison est perquisitionnée. On découvre les ornements liturgiques et les livres d'un prêtre qui vient justement de s'échapper. Elle est emprisonnée à la forteresse d'York et soumise à un interrogatoire. Elle refuse de plaider sa cause, pour éviter que ses amis, ses domestiques et ses propres enfants ne soient contraints à témoigner contre elle. Cela lui vaut la peine forte et dure d’être écrasée par un poids lourd jusqu’à ce que mort s’ensuive.
Elle passa la nuit en prière pour la conversion de la reine et pour soutenir dans la foi catholique le clergé persécuté. Alors qu'elle est enceinte de son quatrième enfant, elle est écrasée sous une porte de chêne sur laquelle on avait placé des poids et met quinze minutes à mourir. Ensuite son corps est jeté dans une fosse remplie d'eau.

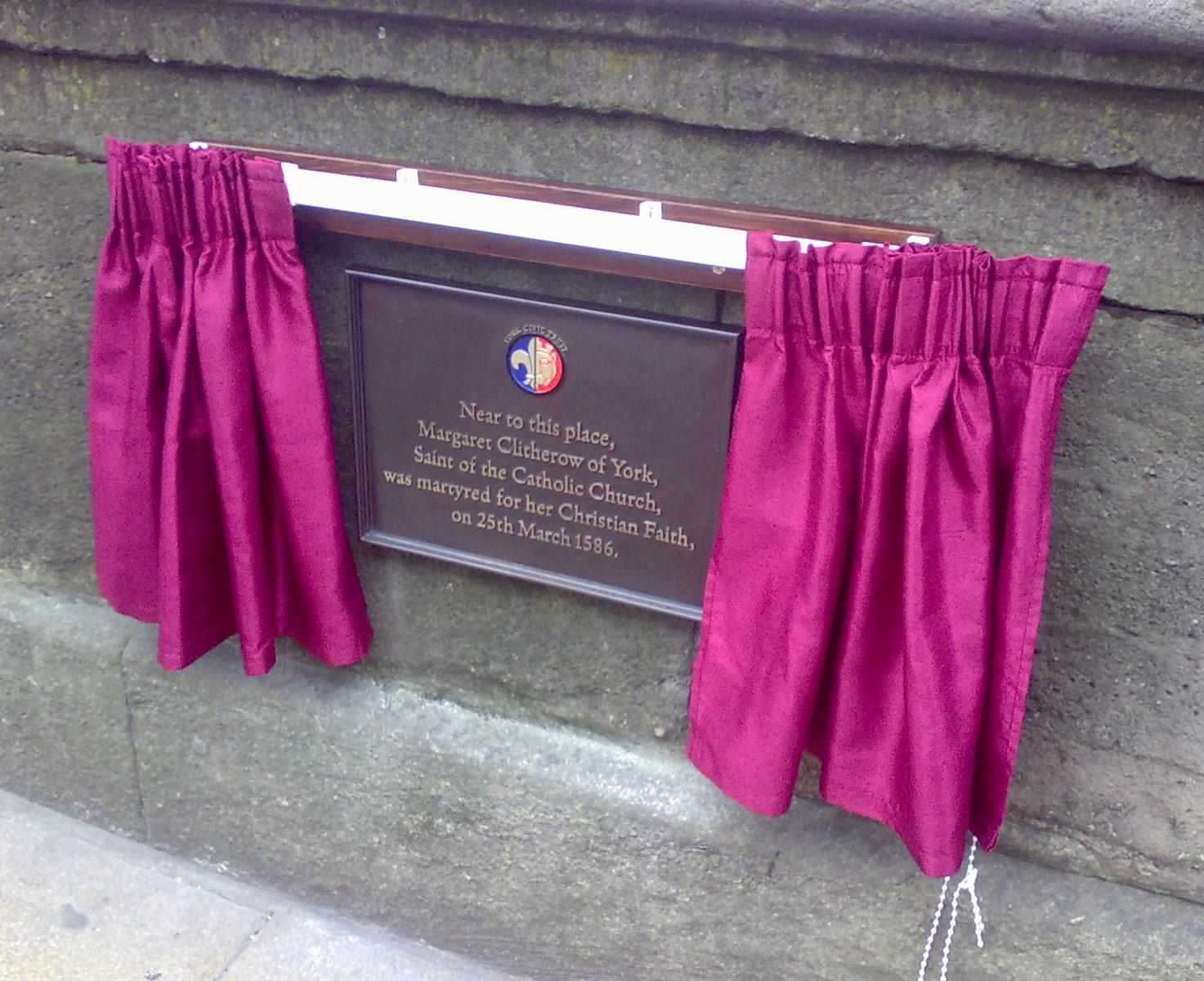
Plaque commémorative fixée sur le pont d'Ouse, près de York.

Le 29 août 2008, une plaque commémorative est inaugurée à York sur le lieu de son martyre.

## Influence
Marguerite Clitherow inspire le poète Gerard Manley Hopkins, en particulier pour God’s Grandeur, écrit en 1877. Après la mort de Gerard Manley Hopkins, on retrouve dans ses papiers, parmi les fragments et les œuvres inachevés, un poème intitulé Margaret Clitheroe.

## Canonisation
Elle est béatifiée en 1929 par Pie XI et canonisée en 1970 par Paul VI, avec d'autres martyrs anglais et gallois, formant ainsi un groupe souvent appelé les quarante martyrs d'Angleterre et du Pays de Galles. Elle est fêtée seule le 25 mars, et le 25 octobre avec les quarante martyrs.